# 337-ма піхотна дивізія (Третій Рейх)
337-ма піхотна дивізія (Третій Рейх) (нім. 337. Infanterie-Division) — піхотна дивізія Вермахту за часів Другої світової війни. Дивізія 14-ї хвилі мобілізації Сухопутних військ Третього Рейху брала участь у битвах на Східному фронті. Після розгрому в операції «Багратіон» разом з 260-ю та 299-ю піхотними дивізіями об'єднані в корпусну групу «G».

## Історія
337-ма піхотна дивізія сформована 16 листопада 1940 року в Кемптені у VII-му військовому окрузі під час 14-ї хвилі мобілізації Вермахту.

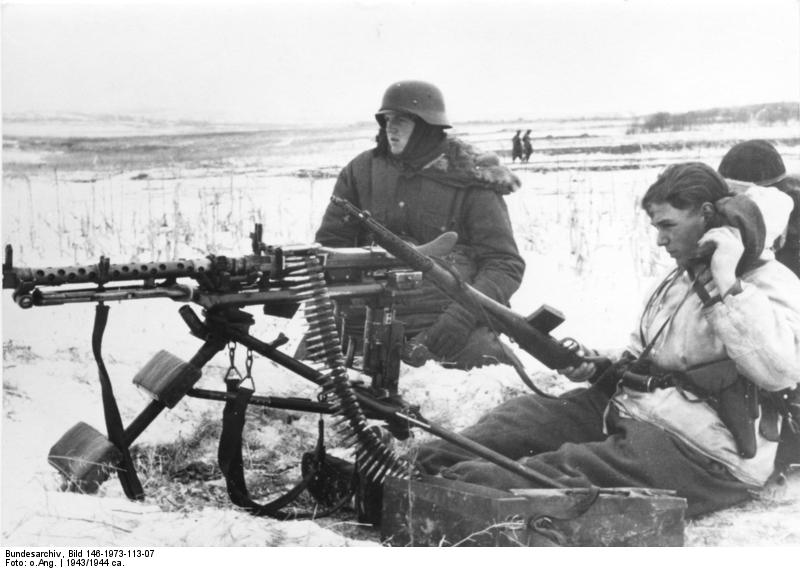
Німецькі кулеметники MG-34 взимку готуються до відбиття атаки противника. Один з кулеметників озброєний трофейною самозарядної гвинтівкою СВТ-40. 1943

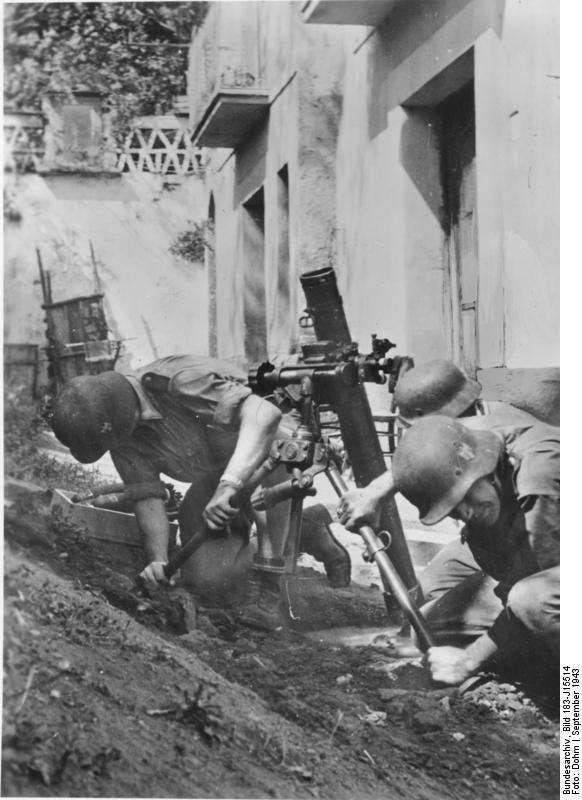
Обслуга німецького 81-мм міномета s.G.W.34 готує вогневу позицію. Вересень 1943

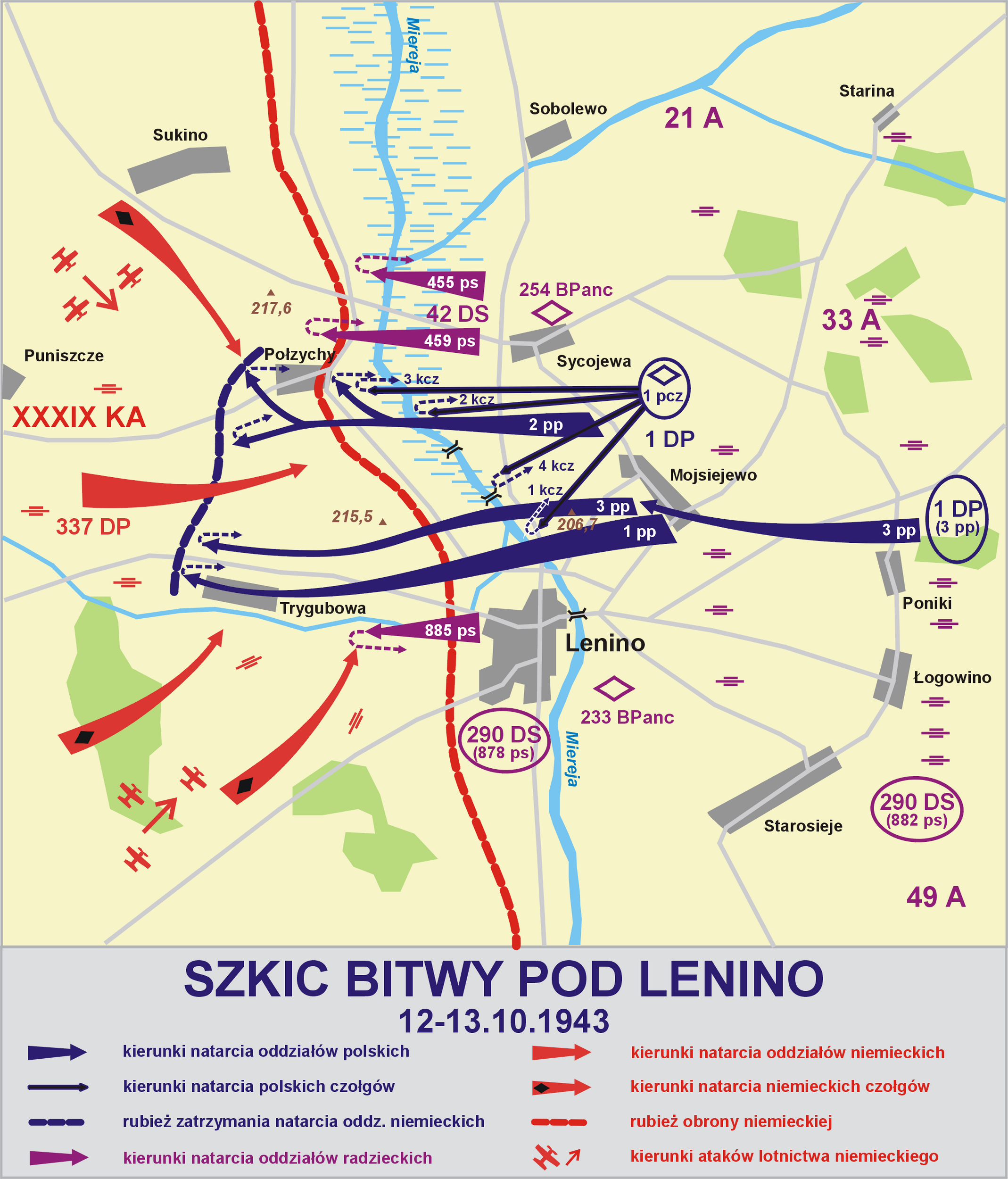
Битва під Леніно. Жовтень 1943

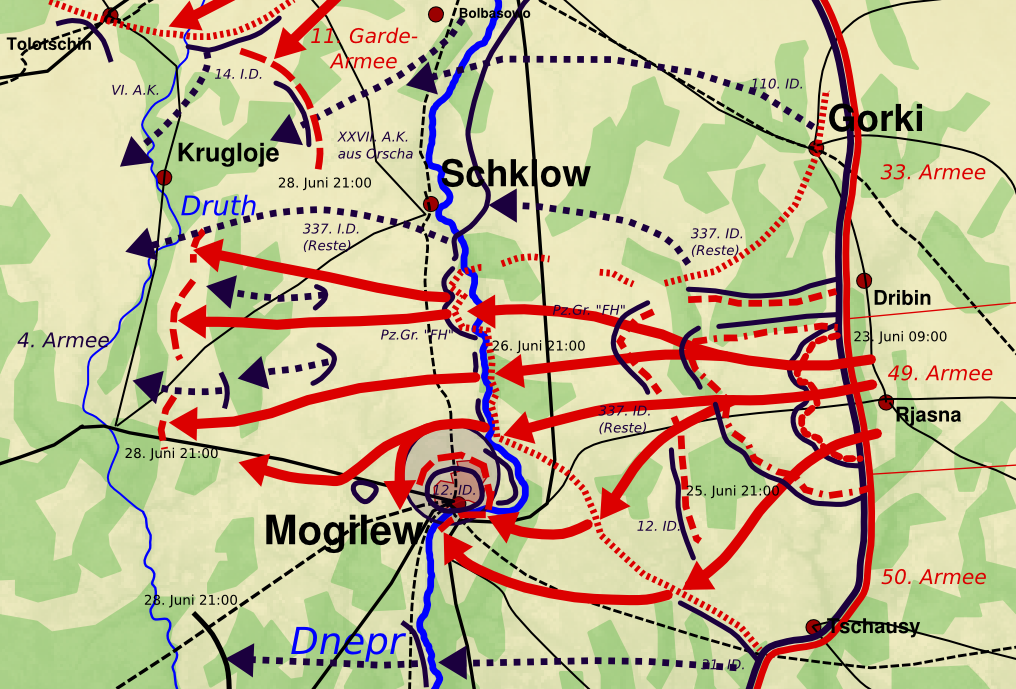
Операція «Багратіон». Карта Могилевської операції. Червень 1944

До весни 1941 року дивізія перебувала на території військового округу, у березні розпочалася її передислокація до центральної Франції на рубежі демаркаційної лінії між окупованою частиною та республікою Віші. З'єднання контролювало завдання в районі Бон—Лангр—Доль—Шалон-сюр-Сон. Окупаційні функції частини дивізії виконували до літа 1942 року, коли були перекинуті на узбережжя Бретані в район Сен-Мало—Дінар—Дінан—Кольн, де займали берегові позиції на випадок висадки морського десанту західних союзників.
Восени 1942 дивізія готувалася до перекидання на Східний фронт, куди прибула наприкінці жовтня. З'єднання увійшло до складу XXXIX-го танкового корпусу генерала танкових військ Г.-Ю. фон Арніма, котрий утримував оборонні позиції в, так званому, Ржевському виступі поблизу Сичовки.
З листопада 1942 до березня 1943 обороняла рубежі по річках Гжать-Вазуза, відбиваючи атаки та наступи радянських військ на цій дільниці фронту. У березні 1943 взяла участь в операції «Буффель» — відступі військ Вермахту з Ржевського виступу. Після відходу з займаних позицій 337-ма піхотна дивізія зосередилася західніше Смоленська в районі Ново-Дугіно—Соседово—Тарбеєво. Літом 1943 року вела оборонні бої поблизу Дорогобужа.
У жовтні 1943 року в ході Оршанської наступальної операції 33-ї радянської армії генерал-полковника Гордов В. М., підрозділи 337-ї піхотної дивізії обороняли позиції «лінії Пантера» на 5-кілометровому відрізку від Щукино до хутора Романово. Основні сили генерала Отто Шюнемана були згруповані в два ешелони оборони: 688-й і 313-й піхотні полки в першому і 113-та дивізійна бойова група (близько двох батальйонів) — у другому. Серед наступаючих військ Червоної армії була 1-ша польська піхотна дивізія, яка здобула бойове хрещення у запеклих боях при форсуванні Дніпра неподалік від білоруського селища Леніно (Могильовська область).
2 листопада 1943 року до складу дивізії введені рештки 113-ї піхотної дивізії, що була розгромлена Червоною армією у попередніх боях.
Взимку 1943–1944 років частини дивізії у складі XXXIX-го танкового корпусу обороняли свої позиції поблизу Бєлиничі—Шклов—Березино—Червень.
У червні 1944 року в ході стратегічної наступальної операції Червоної армії під кодовою назвою «Багратіон», XXXIX-й танковий корпус генерала артилерії Р.Мартінека (110-та, 337-ма, 12-та, 31-ша піхотні дивізії) був розгромлений і в безладі відступав на захід. До липня 1944 року 337-ма дивізія зазнала таких невиправних втрат, що була визнана непридатної для відновлення боєздатності та припинила існування.
7 серпня 1944 командування Сухопутних військ Вермахту офіційно видало наказ про ліквідацію дивізії.

## Райони бойових дій
- Німеччина (грудень 1940 — березень 1941);
- Франція (березень 1941 — жовтень 1942);
- Східний фронт (центральний напрямок) (жовтень 1942 — липень 1944).

## Командування

### Командири
- генерал-лейтенант Карл Шпанг (нім. Karl Spang) (16 листопада 1940 — 2 травня 1941);
- генерал-лейтенант Курт Пфлігер (нім. Kurt Pflieger) (2 травня 1941 — 15 березня 1942);
- генерал артилерії Еріх Маркс (нім. Erich Marcks) (15 березня — 20 вересня 1942);
- генерал-лейтенант Отто Шюнеман (нім. Otto Schünemann) (20 вересня 1942 — 27 грудня 1943);
- генерал-лейтенант Вальтер Шеллер (нім. Walter Scheller) (27 грудня 1943 — липень 1944).

### Підпорядкованість
| Час        | Корпус                 | Армія                     | Група армій (округ)    | Штаб                         |
| ---------- | ---------------------- | ------------------------- | ---------------------- | ---------------------------- |
| 1940       |                        |                           |                        |                              |
| грудень    | VII-й ак               |                           |                        | VII-й військовий округ       |
| 1941       |                        |                           |                        |                              |
| січень     | VII-й ак               |                           |                        | VII-й військовий округ       |
| 1 травня   | XXVII-й ак             | 1-ша армія                | Група армій «D»        | Франція (демаркаційна лінія) |
| 21 вересня | XXXXV-е КОПр           | 1-ша армія                | Група армій «D»        | Франція (демаркаційна лінія) |
| 1942       |                        |                           |                        |                              |
| 1 січня    | XXXXV-е КОПр           | 1-ша армія                | Група армій «D»        | Франція (демаркаційна лінія) |
| червень    | LXXXIII-й ак           | Армійська група «Фельбер» | Група армій «D»        | Париж                        |
| 19 липня   | XXV-й ак               | 7-ма армія                | Група армій «D»        | Бретань                      |
| 20 жовтня  | z.Vfg.                 | z.Vfg.                    | Група армій «Центр»    |                              |
| 29 жовтня  | XXXIX-й тк             | 9-та армія                | Група армій «Центр»    | Ржев                         |
| 1943       |                        |                           |                        |                              |
| січень     | XXXIX-й тк             | 9-та армія                | Група армій «Центр»    | Ржев                         |
| квітень    | XXXIX-й тк             | 4-та армія                | Група армій «Центр»    | Єльня                        |
| вересень   | XXXIX-й тк             | 4-та армія                | Група армій «Центр»    | Смоленськ                    |
| жовтень    | XXXIX-й тк             | 4-та армія                | Група армій «Центр»    | Орша, Горки                  |
| 1944       |                        |                           |                        |                              |
| січень     | XXXIX-й тк             | 4-та армія                | Група армій «Центр»    | Орша, Горки                  |
| липень     | в стадії розформування | в стадії розформування    | в стадії розформування | в стадії розформування       |

### Склад
| 1940                            | 1941                               | 1944                               |
| ------------------------------- | ---------------------------------- | ---------------------------------- |
| 688-й піхотний полк             | 688-й піхотний полк                | 688-й гренадерський полк           |
| 689-й піхотний полк             | 689-й піхотний полк                | 313-й гренадерський полк           |
| 690-й піхотний полк             | 690-й піхотний полк                | 690-й гренадерський полк           |
| —                               | —                                  | 113-та дивізійна група             |
| 337-й артилерійський полк       |                                    |                                    |
| —                               | 337-й протитанковий дивізіон       | 337-й протитанковий дивізіон       |
| —                               | 337-й інженерний батальйон         | 337-й інженерний батальйон         |
| —                               | —                                  | 337-й фузілерний батальйон         |
| —                               | 337-й дивізійний батальйон зв'язку | 337-й дивізійний батальйон зв'язку |
| Допоміжні частини 337-ї дивізії | 337-ме командування постачання     | 337-ме командування постачання     |
| —                               | 337-й запасний батальйон           | 337-й запасний батальйон           |